# 浦山村 (富山県)
浦山村（うらやまむら）は、かつて富山県下新川郡にあった村。

## 沿革
- 1889年（明治22年）4月1日 - 町村制の施行により、下新川郡浦山村、熊野新村、栃山村及び布施山開の区域の一部の区域をもって、下新川郡浦山村が発足する。
- 1940年（昭和15年）4月1日 - 下新川郡浦山村及び下立村が合併して、下新川郡東山村が発足する。